# Acarosporina
Acarosporina — рід лишайників родини Stictidaceae. Назва вперше опублікована 1977 року.

## Класифікація
До роду Acarosporina відносять 5 видів:
- Acarosporina berberidis
- Acarosporina hormospora
- Acarosporina hyalina
- Acarosporina microspora
- Acarosporina monilifera